# AC Marinhense
Der AC Marinhense (offiziell: Atlético Clube Marinhense) ist ein Sportverein aus der zentralportugiesischen Kreisstadt Marinha Grande. Neben Fußball verfügt er über Abteilungen für Leichtathletik und Rugby.

## Geschichte
Der Verein wurde am 1. Januar 1923 gegründet. Zwischen 1934/35 und 1937/38 spielte der Verein drei Jahre in der II Liga. Seit 1945/46 pendelt der Verein zwischen der II Divisão (25 Saisonen), der III Divisão (27 Saisonen) und der II B (9 Saisonen). Die beste Platzierung seiner Vereinsgeschichte erreichte der Verein in der Saison 1970/71, als er in der Nordgruppe der II Divisão die Saison auf Platz 2 abschloss. In der Saison 1964/65 gewann Marinhense in der Taça de Portugal bei Sporting Lissabon mit 2:1. Seit dem Abstieg 2010 spielt der Verein in der III Divisão.

## Stadion
Seine Heimspiele trägt der AC Marinhense im Estádio Municipal da Marinha Grande aus. Es fasst 6.000 Zuschauer.  

## Erfolge
- Campeonato de Leiria: 1929/30, 1930/31, 1934/35, 1936/37, 1937/38, 1942/43